# Tour de Rio
El Tour de Rio és una cursa ciclista per etapes que es disputa a l'estat de Rio de Janeiro Brasil. La primera edició es va disputar el 2000 com una carrera d'un sol dia. Es va tornar a fer el 2002, ara ja com una cursa per etapes. Al llarg de la seva història ha tingut diferents noms com Volta a Rio de Janeiro, Giro de Rio o Volta internacional de Campos. Forma part del calendari de l'UCI Amèrica Tour, amb una categoria 2.1.

## Palmarès
| Any  | Vencedor             | Segon                   | Tercer            |
| ---- | -------------------- | ----------------------- | ----------------- |
| 2000 | André Grizante       | Murilo Fischer          | Emile Abraham     |
| 2002 | Daniel Rogelin       | Márcio May              | Murilo Fischer    |
| 2003 | Hérbert Gutiérrez    | Jorge Humberto Martínez | Richard Rodríguez |
| 2004 | Márcio May           | Luiz Amorim Tavares     | Breno Sidoti      |
| 2007 | Matías Médici        | Pedro Nicácio           | Magno Nazaret     |
| 2009 | Breno Sidoti         | Renato Ruiz             | Luis Mansilla     |
| 2010 | Tomas Alberio        | Christopher Jones       | Mauricio Morandi  |
| 2011 | Juan Pablo Suárez    | Jaime Castañeda         | Eduard Beltrán    |
| 2012 | Kléber Ramos         | Alex Diniz              | Byron Guamá       |
| 2013 | Óscar Sevilla        | Gustavo César Veloso    | Stíver Ortiz      |
| 2014 | Óscar Sevilla        | Gustavo César Veloso    | Kléber Ramos      |
| 2015 | Gustavo César Veloso | Kléber Ramos            | Alex Diniz        |
| 2024 | Sergio Henao         | Wilmar Paredes          | Óscar Sevilla     |